# Bregma
Bregma (Bregma) este un punct craniometric situat la joncțiunea între sutura sagitală (Sutura sagittalis) situată între cele două oase parietale și sutura coronală (Sutura coronalis) situată între osul frontal și cele două oase parietale. La fetus și nou-născut bregma este ocupată de fontanela anterioară.
[Greaca: bregma  =  vârful capului]  